# Bidrag
Ett bidrag eller kontribution är något som ges för att fylla ett behov. I många sammanhang avser bidrag något som fyller endast en del av behovet medan sådant som fyller hela behovet kan ha andra namn såsom underhållsbidrag eller understöd.

## Olika typer av bidrag
Bidrag kan vara av direkt pekunjär natur, i form av betalningar till bidragsmottagaren, eller uttryckas sig som volontärarbete som exempelvis användarbidragen i Wikipedia. Ekonomiska bidrag utdelas förutom av EU, stat, länsstyrelser och kommuner också av stiftelser. Bidrag kan ges till bland annat sjuka, funktionshindrade och som stöd till fattiga familjer. Stöd kan ges direkt till de enskilda behövande eller till organisationer och föreningar med olika ändamål som idrottsföreningar, patientföreningar, välgörenhetsorganisationer, kulturföreningar, invandrarföreningar, trossamfund osv. Bidrag från allmännyttiga stiftelser är i Sverige normalt skattefria både för givaren och mottagaren. 

### Exempel på bidrag
- Barnbidrag
- Studiebidrag
- Försörjningsstöd
- Tävlingsbidrag
- Bostadsbidrag
- EU-bidrag

## Bidragsberoende
En situation där folk får bidrag exempelvis försörjningsstöd eller att delvis leva på en anhörigs inkomst, på grund av  ålder, lågutbildad eller arbetslöshet
I den politiska debatten har sjukersättning och arbetslöshetersättning kallats för bidrag. Detta har kritiserats eftersom dessa ersättningar erhålls från försäkringar man betalar via avgifter och skatt.